# Cantone di Pont-de-Roide
Il Cantone di Pont-de-Roide era una divisione amministrativa dell'arrondissement di Montbéliard.
A seguito della riforma approvata con decreto del 25 febbraio 2014, che ha avuto attuazione dopo le elezioni dipartimentali del 2015, è stato soppresso.

## Composizione
Comprendeva i comuni di:
- Berche
- Bourguignon
- Colombier-Fontaine
- Dambelin
- Dampierre-sur-le-Doubs
- Écot
- Étouvans
- Feule
- Goux-lès-Dambelin
- Mathay
- Neuchâtel-Urtière
- Noirefontaine
- Péseux
- Pont-de-Roide
- Rémondans-Vaivre
- Rosières-sur-Barbèche
- Solemont
- Valonne
- Vernois-lès-Belvoir
- Villars-sous-Dampjoux
- Villars-sous-Écot